# De Kronieken van Narnia (miniserie)
De Kronieken van Narnia (originele titel the Chronicles of Narnia) is een Britse miniserie, geproduceerd door de BBC. De serie is gebaseerd op vier van de boeken van C. S. Lewis' De Kronieken van Narnia: Het betoverde land achter de kleerkast (1988), Prins Caspian (1989) , De reis van het drakenschip (1989) en De zilveren stoel (1990)
Deze vier miniseries zijn later bewerkt tot drie ongeveer even lange films, waarbij Prince Caspian (Prins Caspian) en The Voyage of the Dawn Treader (De reis van het drakenschip) gecombineerd werden, en uitgebracht op dvd. Daarbij zijn de originele Engelse titels aangehouden.
De series werden genomineerd voor 14 awards, waaronder een nominatie voor een Emmy Award in de categorie van "opmerkelijk kinderprogramma". De series wonnen de BAFTA Award voor "Best Video Lighting" (1988), en was genomineerd voor "Beste kinderprogramma (entertainment/drama)" (1988, 1989 en 1990), "Best Video Lighting" (1989), "Beste make up" (1988, 1989, 1990) en "Beste kostuums" (1988), "Best Video Cameraman" (1989, 1990)

## Rolverdeling
- Richard Dempsey - Peter Pevensie
- Sophie Cook - Susan Pevensie
- Jonathan R. Scott - Edmund Pevensie
- Sophie Wilcox - Lucy Pevensie
- Barbara Kellerman - Jadis, de Witte Heks
- Michael Aldridge - Professor Digory Kirke
- Maureen Morris - Mevrouw MacReddy
- Kerry Shale - Meneer Bever
- Lesley Nicol - Mevrouw Bever
- Jeffrey S. Perry - Tumnus
- Martin Stone - Maugrim
- Bert Parnaby - De Kerstman
- Big Mick - Dwerg
- Hamish Kerr - Vos
- Jill Goldston - Eekhoorn
- Garfield Brown - Satyr # 1
- Keith Hodiak - Satyr # 2
- Kairen Kemp - Hag # 1
- Irene Marot - Hag # 2
- Ken Kitson - Reus
- Christopher Bramwell - Peter (volwassen)
- Suzanne Debney - Susan (volwassen)
- Charles Ponting - Edmund (volwassen)
- Juliet Waley - Lucy (volwassen)
- William Todd Jones - Aslan (pop)
- Ronald Pickup - Aslan (stem)

- Regie: Marilyn Fox
- Teleplay: Alan Seymour
- Productie: Paul Stone